# Rue La Pérouse (Nantes)
Pour les articles homonymes, voir rue La Pérouse.
La rue La Pérouse est une rue de Nantes, en France.

## Situation et accès
Située dans le centre-ville de Nantes, la rue La Pérouse est une artère piétonne, longue d'un peu plus de 100 m, relie l'allée Brancas à la place Royale, et n'est donc pas ouverte à la circulation automobile. Elle longe, sur son côté sud-est, le square Fleuriot-de-Langle, tandis qu'à extrémité nord-ouest, elle traverse le square La Pérouse.

## Origine du nom
La rue reçut son nom actuel en mémoire du célèbre officier de marine et explorateur Jean-François de La Pérouse (1741-1788), dont l'épouse, Louise-Eléonore Broudou (1755-1807), était nantaise,. Le nom de la voie a également été orthographié « rue Lapeyrouse ».

## Historique
L'emplacement de la rue actuelle se trouvait à l'extérieur des fortifications construites au XIIIe siècle autour du faubourg Saint-Nicolas par Pierre Mauclerc.
Le quartier est profondément modifié à la fin du XVIIIe siècle. La destruction des remparts, devenus une entrave au développement urbain, est acceptée, et l'architecte Jean-Baptiste Ceineray peut mener à bien un vaste projet, poursuivi par son continuateur, Mathurin Crucy, qui fait édifier une halle aux blés au sud de la rue. La muraille est donc détruite, l'actuelle rue la Pérouse est ouverte en 1787.
En 1884, la halle aux blés accueille l'« Hôtel des Postes et Télégraphes » précédemment établi rue du Chapeau-Rouge.
La rue est touchée par les bombardements alliés lors de la Seconde Guerre mondiale, tout comme l'allée Brancas et la place Royale voisines.
En 1972, l'hôtel des Postes est démoli pour laisser la place au « square Fleuriot-de-Langle ».

## Voies secondaires

### Square La Pérouse
Localisation : 47° 12′ 51″ N, 1° 33′ 28″ O
Il s'agit d'une placette pavée et arborée, située près de l'extrémité nord de la rue. Elle est équipée d'une fontaine publique et de bancs de pierre.